# 银河守卫队
《银河守卫队》（英語：Ratchet & Clank）是由造雨者娱乐制作的美国动画电影。由威尔·贝切尔和理查德·费兰执导，以《瑞奇与叮当》系列为基础。

## 剧情简介
流落异星的孤儿瑞奇渴望加入银河守卫队，成为万众瞩目的超级英雄。在训练、战斗的过程中，他与机器人叮当并肩作战，共同成长，不但成功阻止了邪恶博士摧毁银河系的惊天大阴谋，而且领悟到了友谊的可贵，团结的无限能量以及英雄的真正含义。

## 外部連結
- 互联网电影数据库（IMDb）上《银河守卫队》的资料（英文）
- 时光网上《银河守卫队》的資料（简体中文）
- 豆瓣电影上《银河守卫队》的資料 （简体中文）